# Murilo Alvarenga (filho)
Maestro Murilo Alvarenga (Rio de Janeiro, 1949 - São Paulo, 2022) foi maestro, compositor e diretor musical brasileiro, radicado em São Paulo, responsável por diversos espetáculos nas décadas de 1970 e 1980.
Filho de pai homônimo, o Alvarenga da dupla Alvarenga e Ranchinho, 
Formou-se na instituição Pró-Arte Paulista e teve importantes professores como H. J. Koellreutter, Olivier Toni, Paulo Herculano, Samuel Kerr, Carlos Piper, Maria Livia San Marcos e Grace Loren.
Ao longo da carreira, como diretor musical, realizou trabalhos importantes nas décadas de 1970 e 1980. É o caso de "O Homem de La Mancha" (1972), "Macunaíma" (1978), "Chorus Line" (1983) e "Cyrano de Bergerac" (1985), no teatro; "Morte e Vida Severina" (Globo, 1981), "Memórias de um Gigolô" (Globo, 1986), "Abolição" (Globo, 1988), "Chapadão do Bugre" (Bandeirantes, 1988), "República" (Globo, 1989) e "Colônia Cecília" (Bandeirantes, 1989, e reprisada em 1991), na TV.
No cinema, fez música para os filmes "Um Anjo Mau" (1971) e "Circle of Dreams", de Rob Rooy, entre outros.
Na publicidade, Murilo criou vários jingles para comerciais de rádio e TV, sendo muitos premiados.
De 2002 a 2018, Murilo foi o responsável pela Orquestra do Esporte Clube Pinheiros. Assim que foi descontinuada, o músico fundou a própria, no ano seguinte, com os mesmos 35 integrantes. Depois, outros musicistas se juntaram à Orquestra Murilo Alvarenga.
Era casado com a produtora e cantora Rita Valente. 
Murilo morreu aos 72 anos, de câncer no pâncreas com metástase no fígado.  